# Studiolive
Albums de Philippe Katerine
Robots après tout
(2005) Philippe Katerine
(2010)
Studiolive est le 9e album du chanteur français Philippe Katerine, paru en novembre 2007.

## Titres
1. Êtres humains
2. Borderline
3. Numéros
4. Le train de 19 h
5. Louxor j'adore
6. Le 20.04.2005
7. Titanic
8. 100% VIP
9. Patati patata !
10. Excuse-moi
11. Qu'est-ce qu'il a dit _
12. 78.2008
13. Après moi
14. 11 septembre